# Mosaico da Grécia Antiga

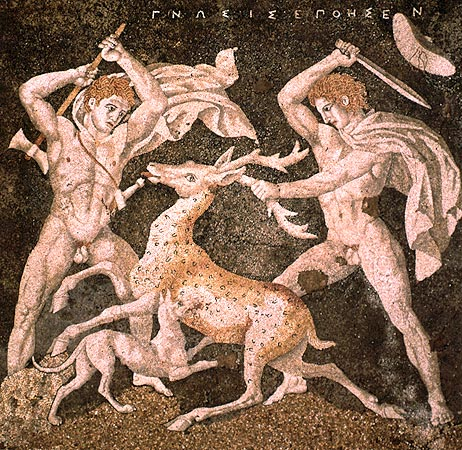
Mosaico dos caçadores do veado, Pela,

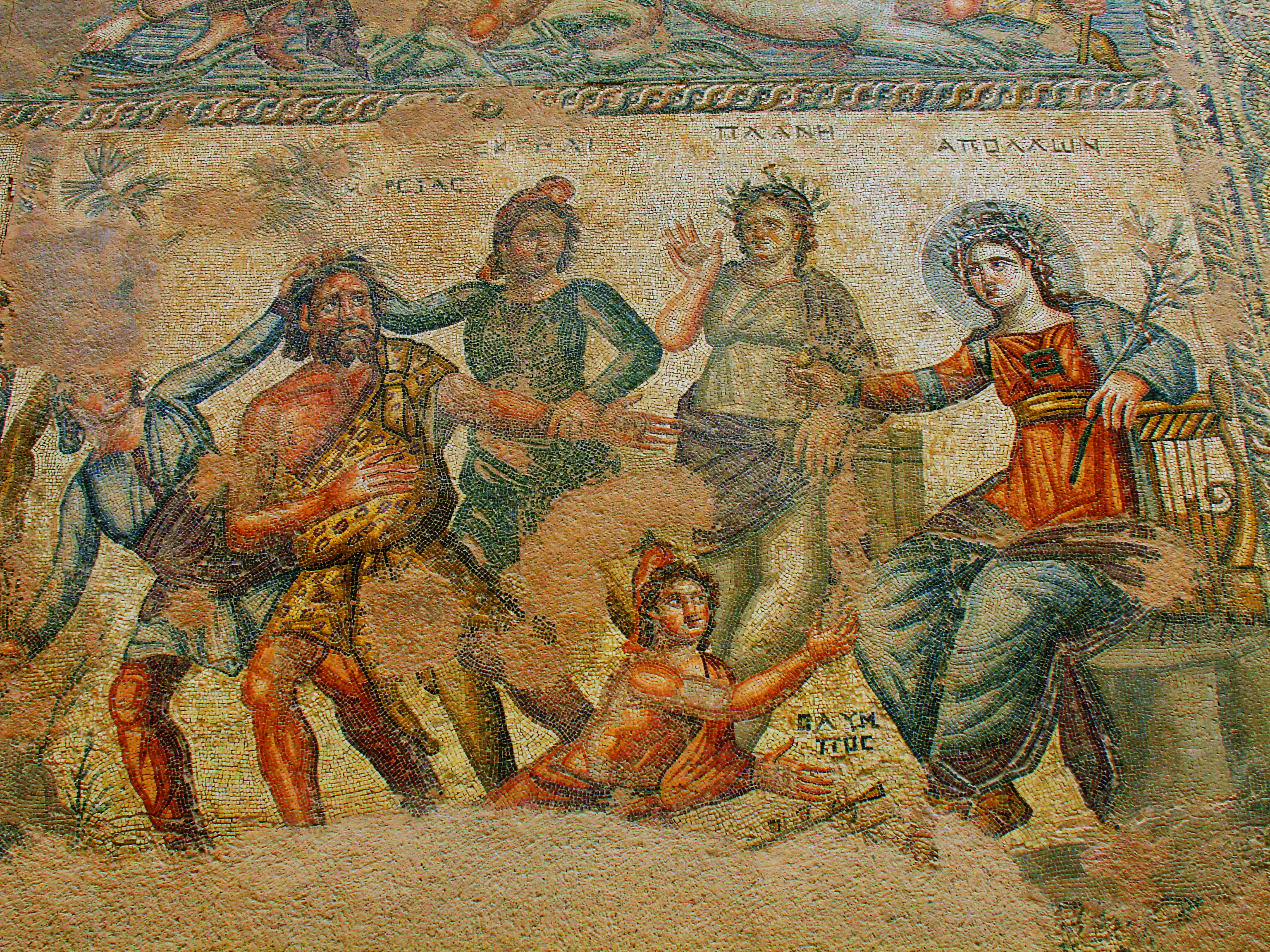
Mosaico da Casa de Dionísio, Pafos, helenista

O uso do mosaico na Grécia Antiga  tem uma origem controversa. As primeiras teorias sobre o assunto sugeriam que a técnica de unir pequenas pedras para formar desenhos havia sido derivada de placas de terracota colorida empregadas na decoração parietal na Suméria 4 mil anos antes de Cristo. Outras suposições faziam-nos derivados dos mosaicos de seixos da Assíria e Ásia Menor, mas não se definiram provas sólidas e ao que as pesquisas recentes indicam essa prática apareceu na Grécia Antiga de forma autóctone desde o Neolítico, conforme indicam achados em Creta, criados pelas civilizações Minoica e Micênica.
Esses primeiros exemplos eram compostos de pedras encontradas nos leitos dos rios, e desenhavam padrões abstratos simples. Depois da Idade do Bronze não há vestígios de mosaicos, que só vão reaparecer no século VII a.C., sob a forma de pavimentos de seixos naturais em templos e santuários, mas puramente funcionais e desprovidos de desenhos. Exemplos existem no Santuário de Ártemis Órtia em Esparta, e no de Atena Pronaia em Delfos. Neste último os seixos são de várias cores mas são arranjados sem ordem. 
Os primeiros mosaicos decorados na Grécia datam do período Clássico, iniciado em meados do século V a.C., e conjuntos importantes dessa fase foram encontrados em vários locais, como Olinto, Eubeia, Peloponeso, Olímpia e Ática, sendo impossível assinalar um centro de origem e irradiação Seus desenhos mostram figuras humanas, animais e vegetais, delineados com simplicidade. No fim do período, já no século IV a.C., as composições aparecem mais elaboradas e desenvoltas, com maior refinamento de detalhes, mais combinações de cores e até mesmo corpos e vestimentas em escorço e com efeitos de sombreado para dar ilusão de tridimensionalidade, como se vê nos mosaicos de Pela. Alguns exibem símbolos como a suástica, o machado duplo, letras avulsas, círculos e rodas que possivelmente representam a Roda da Fortuna, sugerindo que esse tipo de desenhos podia ter funções mágicas de atrair a boa sorte e repelir más influências. Sua estrutura geralmente mostra uma moldura larga emoldurando uma composição figurativa central, no esquema do círculo inscrito no quadrado. As molduras podiam ser simples ou múltiplas, e seus desenhos podiam ser puramente geométricos, com cruzes, triângulos e ondas que se entrelaçam, ou apresentar motivos vegetais, como folhas de palmeira e acanto, e séries de figuras de animais reais ou fabulosos. Ocasionalmente nos cantos se colocavam composições secundárias. Um dos mais finos exemplos do Classicismo estão na Casa dos Mosaicos em Erétria, com uma série de mosaicos em várias formas e esquemas compositivos, e em Sicião se encontra um pavimento inteiramente decorado com o motivo da onda entrelaçada em torno de uma rosácea central, de grande efeito plástico.
Ao longo do século III a.C. a técnica se transforma, embora ao que tudo indica esse processo não foi organizado, antes várias experiências parecem ter sido feitas simultaneamente e técnicas avançadas podiam ser usadas no mesmo trabalho junto com outras mais arcaicas, para se criar diferentes efeitos de textura. A maior inovação é a substituição progressiva dos seixos irregulares por pedras cortadas em quadrado, menores e regulares, chamadas pelos romanos de tesselas (tessellae) - daí o nome que se deu a este tipo de mosaico, opus tessellatum, que possibilitou um maior controle no desenho e um detalhamento em maior grau. Um desenvolvimento ulterior dá origem ao opus vermiculatum, onde as peças são tão pequenas que mal se distinguem como entidades separadas, chegando a apenas 4 mm2, uma técnica que representa o estágio mais alto de refinamento e complexidade do mosaico, possibilitando a obtenção de efeitos que se aproximam da pintura. De fato, as evidências dizem que muitas vezes o mosaico foi usado efetivamente para cópia de pinturas célebres. Neste período, quando na sequência das conquistas de Alexandre, o Grande pela Ásia adentro se desenvolve a cultura helenística, o mosaico floresce em outros centros nas ilhas gregas - especialmente em Delos - e em Alexandria, Pérgamo, as colônias do Mar Negro, alcança regiões remotas como o Afeganistão e é adotado como uma das técnicas privilegiadas para decoração também pelos romanos. É através de Roma que a tradição grega do mosaico é difundida para uma grande área em direção ao ocidente e se mistura a tradições locais, e se popularizam novos materiais como o vidro e a madrepérola para confecção das tesselas, embora tais materiais fossem caros e só se usassem para composições destinadas à elite. Sobrevivem até nossos dias magníficos exemplares em toda área de influência romana, com uma coleção helenística particularmente expressiva em Pompeia. Poucos nomes de mosaicistas chegaram a nós - Gnoses, Sófilo, Heféstion, Asclepíades, Dioscórides de Samos, Heráclito e Sosos, a quem Plínio considera o mais importante mosaicista.

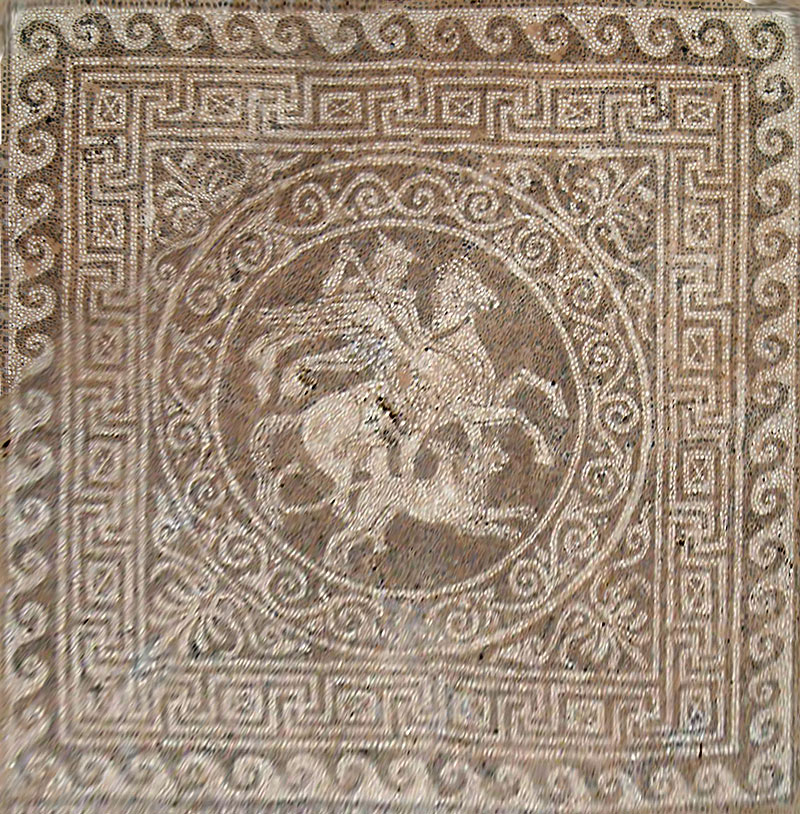
Mosaico de Belerofonte, Olinto, século IV a.C.
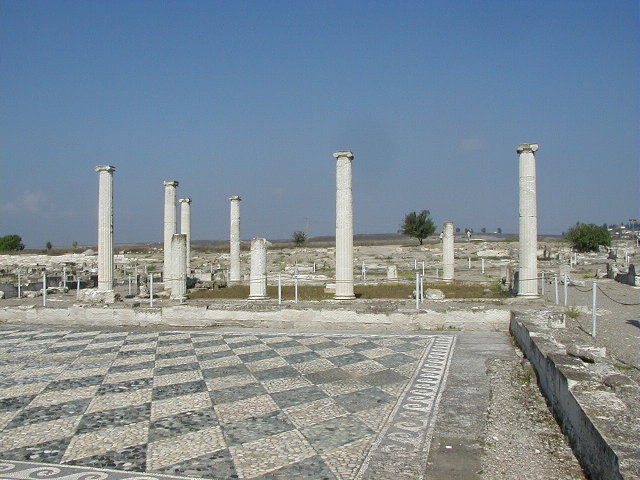
Piso de mosaico de seixos com padrão geométrico, Pela
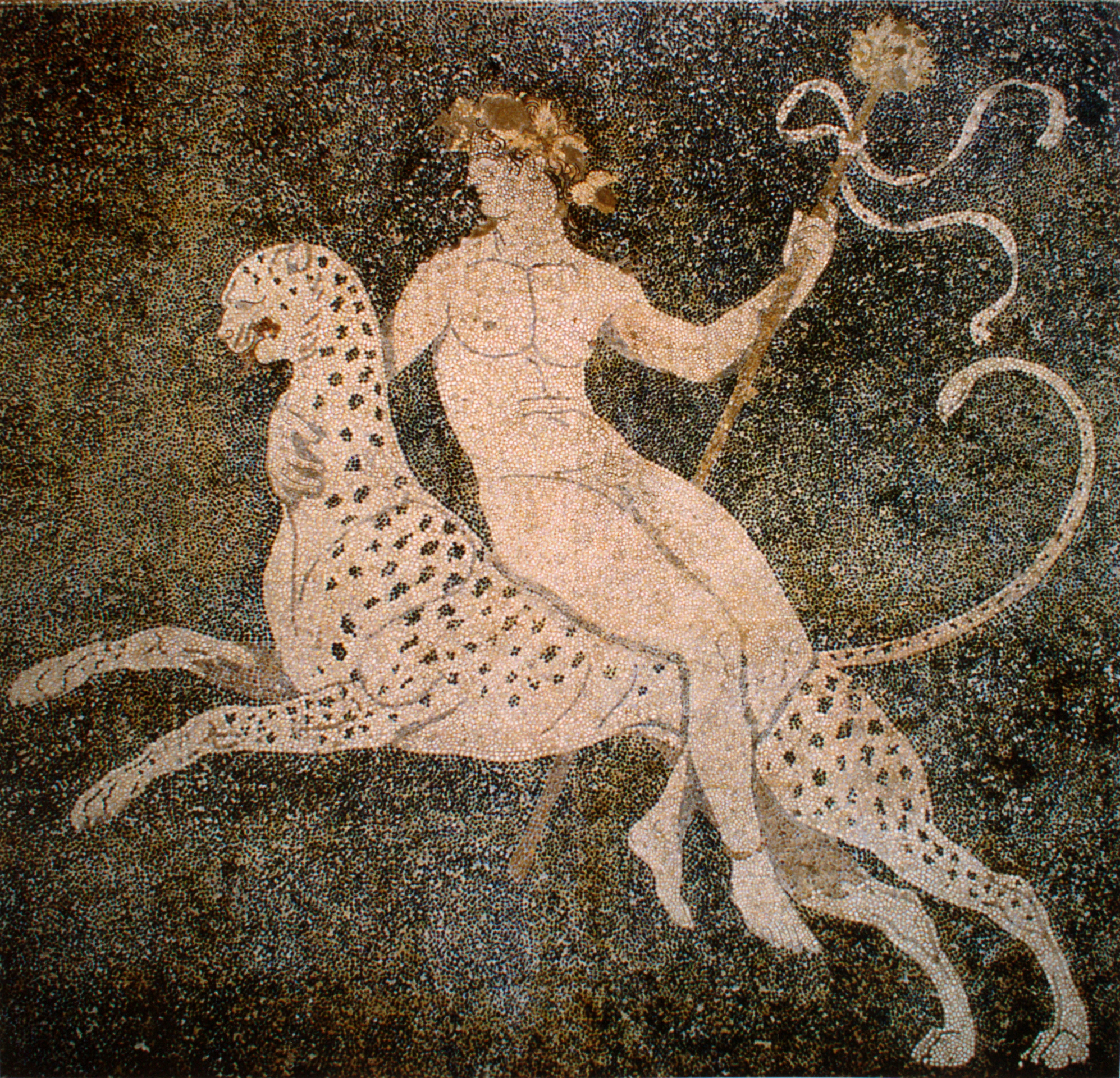
Mosaico de Dionísio, Pela, século IV a.C.
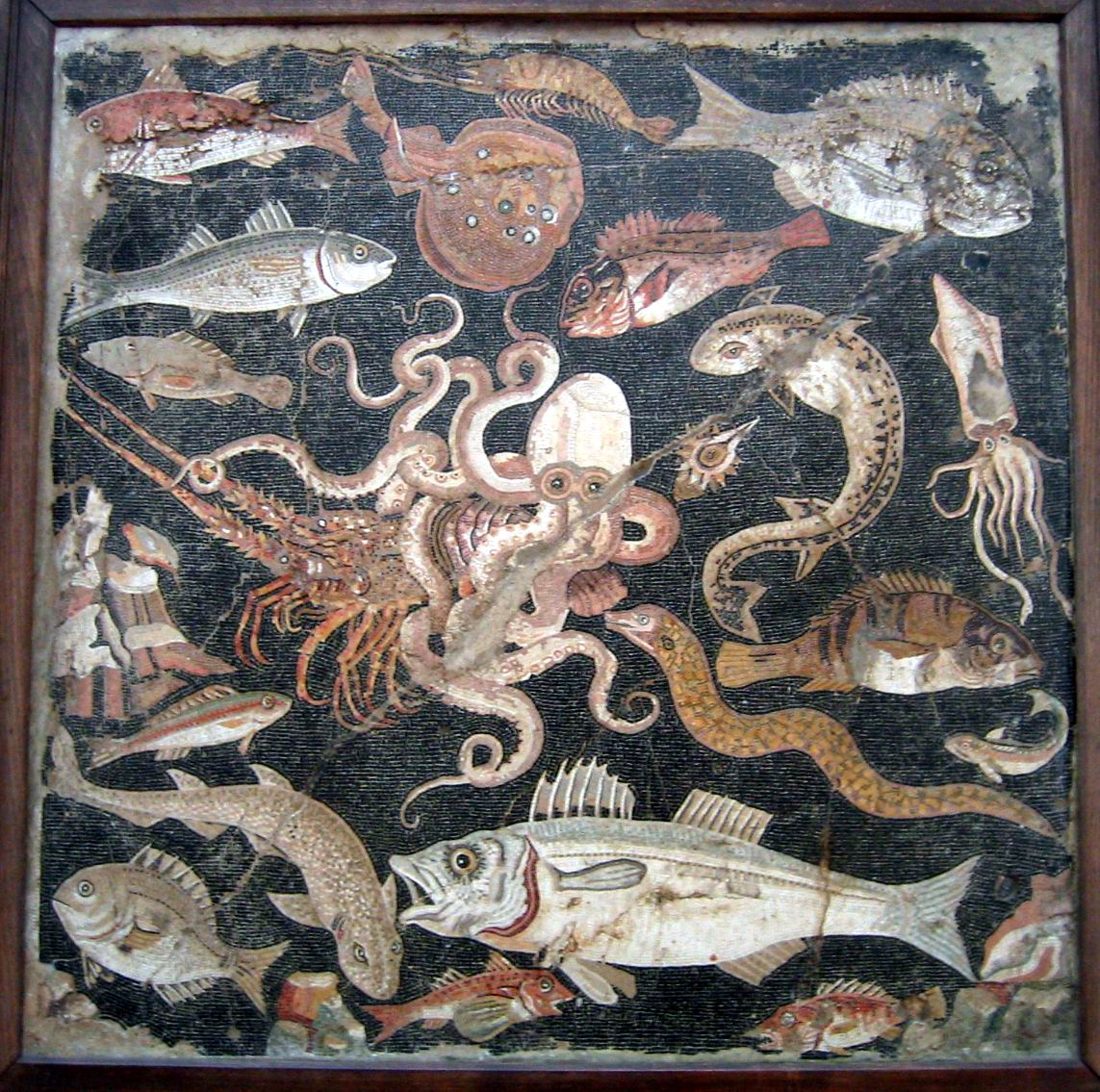
Mosaico das criaturas marinhas, Pompeia, helenista